# Могилёвский 26-й пехотный полк
26-й пехотный Могилевский полк — пехотная воинская часть Русской императорской армии.
- Старшинство — 28 августа 1805 г.
- Полковой праздник — 30 августа.

## Формирование и кампании полка
Полк сформирован 5 августа 1805 года по воле императора Александра I в местечке Новогрудок Минской губернии из 2 кадровых батальонов, выделенных из мушкетерских полков Ревельского и Навагинского.
Полк наименован Могилевским мушкетерским.

### Боевой и численный состав на момент формирования
Могилевский мушкетерский полк состоял из:
- гренадерского батальона 4-ротного состава
- 2 мушкетерских батальонов 4-ротного состава

По указу от 4 мая 1806 года устанавливалось деление войск на дивизии, включавшие в себя три рода войск (оружия). Могилевский вместе с Пермским, Севским, Калужским, Софийским, Углицким мушкетерскими, Рижским, Казанским драгунскими, Елизаветградским гусарским  и 5 ротами артиллерийской бригады составили 5-ю дивизию, начальство над которой было вверено генерал-лейтенанту Тучкову I.
Полк участвовал в сражениях Отечественной войны 1812 года и в Заграничных кампаниях 1813 и 1814 годов .
За отличие на полях сражений 1812—1814 годов всем батальонам Могилевского пехотного полка пожалованы знаки на головные уборы, с надписью: «За отличие» и всем участникам войны от генерала до рядового были вручены серебряные медали с изображением Всевидящего Ока и надписью на другой стороне: «Не нам не нам, а имени Твоему». Командир полка подполковник Малеванов произведен в чин полковника.
Для увековечения памяти об Отечественной войне был сооружен в Москве Храм Христа Спасителя, на стенах которого среди прочих было занесено имя Могилевского пехотного полка, с обозначением убитых и раненых офицеров.
Полк участвовал в кампании 1828—1829 годов против турок. Принимал участие в подавлении польского восстания 1830—31 годов, в частности в осаде Замостья (23.07—10.10.1831).
Впоследствии полк участвовал в кампании 1849 года против венгров и в Крымской войне.
23 декабря 1904 года в польском городе Радом (Радомская губерния) толпа манифестантов напала на дежурную роту полка. Бывший с ней командир полка полковник И. И. Булатов приказал солдатам не стрелять и подошёл к манифестантам для переговоров, но был ими застрелен.
Первую Мировую войну 1914 года 26-й Могилевский пехотный полк застал в городе Воронеже в составе 7-й дивизии 5-го армейского корпуса и принял самое активное участие в войне. Полк, в составе 5-го корпуса, принимал участие в боевых действиях 5, 12, 10, 2, 11, 8 и Особой армии на Юго-Западном, Северо-Западном и Западном фронтах.
18 сентября 1915 г. трофеями полка стали 14 германских орудий, захваченных в ходе штыковой атаки у оз. Нарочь. Полк действовал в ходе мартовской Нарочской операции 1916 г. и в июле 1916 г. на Волыни.
К концу 1916 года весь кадровый офицерский состав Могилевского полка погиб. Командирами рот стали прапорщики военного время.
Во время событий 1917 года, полк оставался на фронте и продолжал выполнять свой воинский долг. В 1918? году 26-й Могилевский пехотный полк был расформирован и перестал существовать.

## Дислокации полка
- 1820 — ? г. Богуслав. Второй батальон полка на поселении в Могилевской губернии[5]
- 1844—1845 годы — кордонная служба на Прусской границе
- 1845—1846 годы — Шавли, Динабург (Двинск)
- 1849 год — Тавноград, Люблинской губернии
- 1853 год — Подольская и Виленская губернии
- 1857 год — Дорогобуж
- 1862 год — Радом
- 1865 год — Радомская губерния

## Знаки отличия полка
- Знаки на головные уборы с надписью: «За отличие» — за отличие на полях сражений 1812—1814 года всем батальонам полка.
- Серебряная труба с надписью: «За войну с Турцией 1828 и 1829 году», пожалованная полку в 1829 г.(второй раз 25 декабря 1849 г)
- Серебряная труба с надписью: «За усмирение Венгрии в 1849 году», пожалованная полку 25 декабря 1849 г.

## Шефыполка
- 04.09.1805 — 25.09.1807 — генерал-майор Леонтьев, Алексей Алексеевич
- 25.09.1807 — 28.11.1807 — генерал-майор Пассек, Пётр Петрович
- 12.12.1807 — 24.04.1808 — генерал-майор Булатов, Михаил Леонтьевич
- 22.07.1808 — 01.09.1814 — полковник (с 14.04.1809 генерал-майор) князь Сибирский, Александр Васильевич

## Командиры полка
(Командующий в дореволюционной терминологии означал временно исполняющего обязанности начальника или командира).
- 29.08.1805 — 14.02.1806 — командующий майор Николаев
- 14.02.1806 — хх.хх.1806 — командующий полковник Козловский, Платон Тимофеевич
- хх.хх.1806 — 23.06.1806 — полковник Приоуда, Пётр Карлович
- 23.06.1806 — 21.05.1807 — полковник Козловский, Платон Тимофеевич
- 15.07.1810 — 17.06.1815[6] — подполковник (с 11.02.1813 полковник) Малеванов, Александр Никитич
- 04.01.1816 — 13.10.1821 — полковник, барон Ренне, Густав[7]
- 13.10.1821 — 01.01.1826 — полковник Анненков, Николай Петрович
- 20.01.1826 — 06.12.1828 — полковник Семишин, Павел Михайлович
- 21.04.1829 — 02.04.1833 — полковник князь Козловский, Владимир Николаевич
- 02.04.1833 — 12.05.1833 — полковник Бессонов, Иван Иванович
- 12.05.1833 — 03.12.1834 — подполковник (с 06.12.1833 полковник) Абрамов
- 03.12.1834 — 31.01.1842 — полковник Понырко, Михаил Фёдорович
- 06.02.1842 — 14.12.1842 — полковник Каркач, Константин Данилович
- 14.12.1842 — 21.04.1849 — полковник (с 06.12.1847 генерал-майор) Карякин, Александр Егорович
- 21.04.1849 — 23.08.1854 — полковник (с 25.03.1854 генерал-майор) Тяжельников, Иван Иванович
- 23.08.1854 — 19.02.1864 — полковник Вознесенский, Иван Степанович
- 19.02.1864 — 20.10.1869 — полковник Аленич, Евграф Павлович
- 20.10.1869 — 28.05.1882 — полковник Карницкий, Станислав Фортунатович
- 08.07.1882 — 18.02.1889 — полковник Михеев, Александр Дмитриевич
- 27.02.1889 — 13.08.1890 — полковник Карпов, Александр Фёдорович
- 27.08.1890 — 31.03.1895[8] — полковник (с 14.11.1894 генерал-майор) Бредов, Эмилий Эмилиевич
- 12.04.1895 — 19.06.1895 — полковник Дубяго, Александр Егорович
- 19.06.1895 — 06.11.1895 — полковник Воронец, Евстафий Григорьевич
- 24.11.1895 — 03.12.1897 — полковник Экк, Эдуард Владимирович
- 05.01.1898 — 24.10.1900 — полковник Арбузов, Николай Михайлович
- 01.11.1900 — 25.04.1901 — полковник Яворский, Тит Иванович
- 01.09.1901 — 16.06.1902 — полковник Фок, Алексей Александрович
- 04.07.1902 — 19.12.1904 — полковник Булатов, Иннокентий Ильич
- 23.01.1905 — 22.05.1910 — полковник Мерцедин, Константин Эдуардович
- 29.05.1910 — 18.09.1912 — полковник Лофицкий, Николай Евстафьевич
- 16.10.1912 — 25.08.1915 — полковник Койшевский, Генрих Александрович
- 07.09.1915 — 22.01.1917 — полковник Лебедев, Дмитрий Капитонович
- 09.02.1917 — 13.08.1917 — полковник Коваленко, Пётр Сергеевич
- 13.08.1917 — после 11.10.1917 — полковник Идзиковский, Фёдор Васильевич

## Известные люди, служившие в полку
- Пятибоков, Иоанн Матвеевич (1820—1896) — военный священник, протоиерей, герой Крымской войны, первый из священников РПЦ награждён орденом св. Георгия.
- М. Шеремецкий, капитан времен Отечественной войны 1812 года. До 1805 года находился в составе 3 Нарвского пехотного полка и принимал участие в Аустерлицком сражении, в котором спас знамя полка. За этот подвиг навечно зачислен в списки полка.
- Подполковник В. Панов оставил интересные воспоминания о довольствии полка в годы Первой мировой войны[9].